# 訴訟要件
訴訟要件（そしょうようけん）とは、裁判所が本案判決を可能とするための前提要件をいう。

## 法用語として（日本語・日本法）

### 民事訴訟
裁判所が訴訟物について判決（本案判決）をするには、訴えが適法でなければならない。訴えが適法となるためには、一定の要件が備わっていなければならず、それが欠けたときは、補正されない限り、訴え却下の終局判決が下される。この判決を訴訟判決と呼び、本案判決の適法要件を、訴訟要件と呼ぶ。

#### 訴訟要件の種類
訴訟要件には、当事者に関する訴訟要件、訴訟対象（訴訟物）に関する訴訟要件、裁判所に関する訴訟要件の3種類がある。

#### 訴訟要件の基準時
訴訟要件が具備しているか否かを判断する基準時については議論がある。事実審口頭弁論終結時説、上告審口頭弁論終結時説、個別考慮説が対立しており、通説は事実審口頭弁論終結時説とされる。